# ۶ ژانویه
۶ ژانویه ششمین روز سال در گاه‌شماری میلادی است. ۳۵۹ روز (در سال‌های کبیسه ۳۶۰روز) تا پایان سال باقی‌است.

## رویدادها
- ۱۸۳۸ - ساموئل مورس تلگراف را در معرض نمایش گذاشت.
- ۱۹۱۲ - نیومکزیکو به عنوان چهل و هفتمین ایالت به ایالات متحده آمریکا پیوست.
- ۲۰۲۱ - یورش هواداران دونالد ترامپ به کاخ کنگره ایالات متحده در اعتراض به نتایج انتخابات ریاست جمهوری پنج کشته برجای گذاشت.[۱]

## زادروزها
- ۱۴۱۲ - ژاندارک، قهرمان ملی فرانسه و قدیسه کلیسای کاتولیک
- ۱۹۴۳ - محمد الاسود، نظامی فلسطینی. [۲]
- ۱۹۵۵ - روآن اتکینسون، کمدین

## درگذشت‌ها
- ۱۸۸۴ - گرگور مندل، کشیش اتریشی و پدر علم ژنتیک (ز. ۱۸۲۲)
- ۱۹۹۲ - احمد البشر رومی، تاریخ‌نگار، نویسنده و شاعر کویتی

## مناسبت‌ها
- روز میلاد عیسی در کلیسای ارتدوکس شرقی و کلیسای ارمنی[۳]